# Pandžšír
Provincie Pandžšír (persky ولایت پنجشیر‎ welájat-e Pandžšér (afghánská výslovnost) / velájat-e Pandžšír (perská/íránská výslovnost), paštunsky د پنجشیر (پنجشېر) ولایت‎ də Pandžšér wɪlájat) je jedna z 34 afghánských provincií, která vznikla v roce 2004 oddělením jihozápadní části provincie Parván. Název provincie v překladu zní pět lvů. Provincie má rozlohu 3.610 km² a 139 000 obyvatel. Hlavním městem je Bázárak.

## Historie
Oblast Pandžšíru byla v 80. letech centrem odporu proti sovětské okupaci. Povstalci pod vedením Ahmada Šáha Masúda využívali nedostupnosti hornatého terénu a brilantní Masúdovy taktiky. Sovětská armáda se pokoušela několikrát neúspěšně oblast ovládnout, což vyvolalo rozsáhlou emigraci obyvatel hlavně do Íránu a Pákistánu. Po nástupu Tálibánu se obyvatelé provincie postavili na odpor a uhájili tuto oblast až do jeho pádu v roce 2001. V současné době je v Pandžšíru na rozdíl od ostatních provincií relativní klid. O to více však vystupují na povrch drsné podmínky života ve vyprahlé a během zimy zase promrzlé krajině. Veškerý život v provincii se odehrává na březích stejnojmenné řeky, která pramení vysoko v zasněžených horách a vytváří široké Pandžšírské údolí. Její proud pohání kamenný mlýn i vodní elektrárnu na dolním toku. Ta ale pracuje pouze čtyři hodiny denně. V hlavním městě Bázáraku je tržiště s dobytkem a ovcemi.
Provincie Pandžšír zůstala jediným místem odporu poté, kdy během odchodu spojeneckých vojsk NATO koncem srpna 2021 Tálibán během několika dní ovládl téměř celou zemi. Do čela místních ozbrojených sil se postavil Ahmad Masúd, syn Ahmada Šáha Masúda, zabitého teroristy z Al-Káidy v roce 2001. Bázárak byl dobyt Tálibánem na počátku září 2021.